# Corpus
För andra betydelser, se Corpus (olika betydelser).
Corpus (latin för "kropp") kallas mittstycket eller mittpannån på ett (medeltida) altarskåp eller altartavla.